# Đào (nước)
Đào (chữ Hán: 陶) là tên một quốc gia bộ lạc tồn tại ở thời viễn cổ trong lịch sử Trung Quốc, địa bàn cư trú của nước này nằm ở khu vực thuộc tỉnh Sơn Đông ngày nay.

## Những dấu ấn trong lịch sử
Không rõ nước Đào hình thành từ bao giờ và diệt vong khi nào, nhưng sử sách còn phải nhắc mãi đến quốc gia này vì có một thời gian ngắn đế Nghiêu Y Kỳ Phòng Huân đã từng trị vì quốc gia nhỏ bé này. Lúc bấy giờ Phòng Huân mới có 16 tuổi còn rất trẻ, nhưng ông đã giúp cha mình là đế Cốc Cao Tân thị thực hiện một số cải cách trong triều đình lập công to nên được thụ phong nước Đào. Phòng Huân là người giàu có nhưng không kiêu căng, hiển quý nhưng không lười biếng. Phòng Huân thường đội mũ vàng mặc áo đen ngồi xe đỏ do ngựa trắng kéo rất giản dị, thần dân nước Đào do ông quản lý yên ổn thịnh vượng thái bình thịnh trị.
Phòng Huân làm vua nước Đào được vài năm thì đế Khốc qua đời, anh thứ ba của ông là đế Chí kế vị đã cải phong sang làm vua nước Đường. Tình hình nước Đào từ sau đó chẳng biết duy trì được bao lâu nữa, chỉ biết rằng sau này dân chúng lấy luôn tên 2 đất phong của ông mà tôn xưng là Đào Đường thị.

## xem thêm
- đế Khốc
- đế Chí
- Khánh Đô
- đế Nghiêu

## tham khảo
- Sử Ký Tư Mã Thiên - Ngũ đế bản kỷ
- Tư trị thông giám - phần ngoại kỷ
- Trúc thư kỷ niên
- sách vương triều và hoàng đế Trung Quốc - phần Hoàng Đế vương triều - đoạn viết về đế Nghiêu
- kinh Thượng Thư
- Lễ Ký nguyệt lệnh
- Thế bản